# Emmanuel Dambray
Le vicomte Charles Emmanuel Henri Dambray, né à Paris le 21 janvier 1785 et mort au château de Montigny le 26 février 1868, est un magistrat et homme politique français du XIXe siècle. 

## Biographie

### Origines familiales
Charles Emmanuel Henri Dambray est né le 21 janvier 1785 dans le Paris d'avant la Révolution. Il est le fils de Charles Dambray (1760-1829) et de son épouse, Charlotte de Barentin (1765-1802).
Il est issu d'une famille de magistrats qui a notamment donné au parlement de Normandie plusieurs conseillers et un président à mortier, à la Restauration un président de la Chambre des pairs. 
Son père, royaliste fidèle aux Bourbons accède aux plus hauts emplois sous la Restauration et devient chancelier de France ainsi que président de la Chambre des pairs. 
Sa mère est, quant à elle, la fille de Charles de Barentin (1738-1819), le dernier garde des sceaux de l'Ancien Régime.
Emmanuel Dambray a deux sœurs puînées : Françoise et Céleste.
En 1813, il épouse à Rouen Louise Caroline Deshayes de Cry, morte au château de Montigny en 1870, dont il n'aura pas d'enfant.

### Carrière
Avec le retour des Bourbons, il entre dans l'administration dès 1814 comme maître des requêtes au Conseil d'État. Louis XVIII l'appelle à la pairie le 17 août 1815. Il vote notamment pour la mort dans le procès du maréchal Ney. 
Aidé par la protection de son père, il devient conseiller d'État. 
En 1817, le Roi le confirme dans sa qualité de Pair de France et lui attache le titre de vicomte. A la Chambre des pairs, il soutient le ministère du comte de Villèle.
En 1822, il obtient le cordon du Saint-Esprit et succède à son père comme grand-maître des cérémonies des ordres du roi. Il est fait officier de la Légion d'honneur le 3 novembre 1827.
En 1829, il devient également conseiller général de la Seine-Inférieure. Il apporte son concours au ministère du prince de Polignac.
A la Révolution de 1830, il cherche à maintenir la branche aînée sur le trône. Mais il est impuissant, comme son collègue Chateaubriand, à empêcher l'avènement des Orléans. Il refuse alors de prêter serment à Louis-Philippe. Avant de quitter définitivement le Luxembourg le 7 août 1830, il déclare à la tribune : « mon vieux serment m'empêche d'en faire un autre ». Il se retire dans son château de Montigny.
Il ne sort de cette retraite qu'avec la chute de la monarchie de Juillet en 1848. Aux Élections législatives de 1849, il est élu par le département de la Mayenne représentant du peuple à l'Assemblée législative. Il siège à droite et vote avec les légitimistes. En 1850, il fait d'ailleurs partie des légitimistes rendant visite au comte de Chambord à Wiesbaden.
Il rentre dans la vie privée après le coup d'État du 2 décembre 1851.

### Décorations
| Officier du Saint-Esprit | Officier de la Légion d'honneur |

- Officier de l'ordre du Saint-Esprit (1822)
- Officier de la Légion d'honneur (3 novembre 1827)[3]

## Sources
- « Emmanuel Dambray », dans Adolphe Robert et Gaston Cougny, Dictionnaire des parlementaires français, Edgar Bourloton, 1889-1891 [détail de l’édition]
- « Emmanuel Dambray », dans Alphonse-Victor Angot et Ferdinand Gaugain, Dictionnaire historique, topographique et biographique de la Mayenne, Laval, A. Goupil, 1900-1910 [détail des éditions] (BNF 34106789, présentation en ligne)